# 小笠原長棟
小笠原長棟（1492年4月15日－1542年11月14日）是日本戰國時代武將。信濃大名小笠原氏（府中小笠原氏）當主。父親是小笠原貞朝。

## 生平
在延德4年3月19日（1492年4月15日）出生，家中次男。在永正元年（1504年）11月元服。永正9年（1512年），父親貞朝以師範身份傳授弓馬禮法。永正12年（1515年），在父親死後繼承家督。享祿元年（1528年），受將軍足利義晴命令而上洛。
智勇優秀，天文2年（1533年）7月，在伊那谷擊破高遠賴繼、知久氏的軍勢。天文3年（1534年），擊敗對立的伊奈（松尾）小笠原氏當主小笠原貞忠並將其流放至甲斐國，統一分裂的小笠原氏，令弟弟信定進入鈴岡城。天文8年（1539年），與敵對的諏訪賴重和睦等，為小笠原氏作為戰國大名建立基礎和最盛時期。
因為沒有能成為後繼人的兒子，於是迎弟弟長利為養子，後來長時出生，立即跟長利不和，長利移至遠離小笠原家的安曇郡，因此投靠與小笠原家對立的村上氏配下的香坂氏，並改稱大日方氏。
在天文10年（1541年）出家，把家督讓予嫡男長時。在死後8年，信濃小笠原家滅亡。